# Nadia Kaabi-Linke

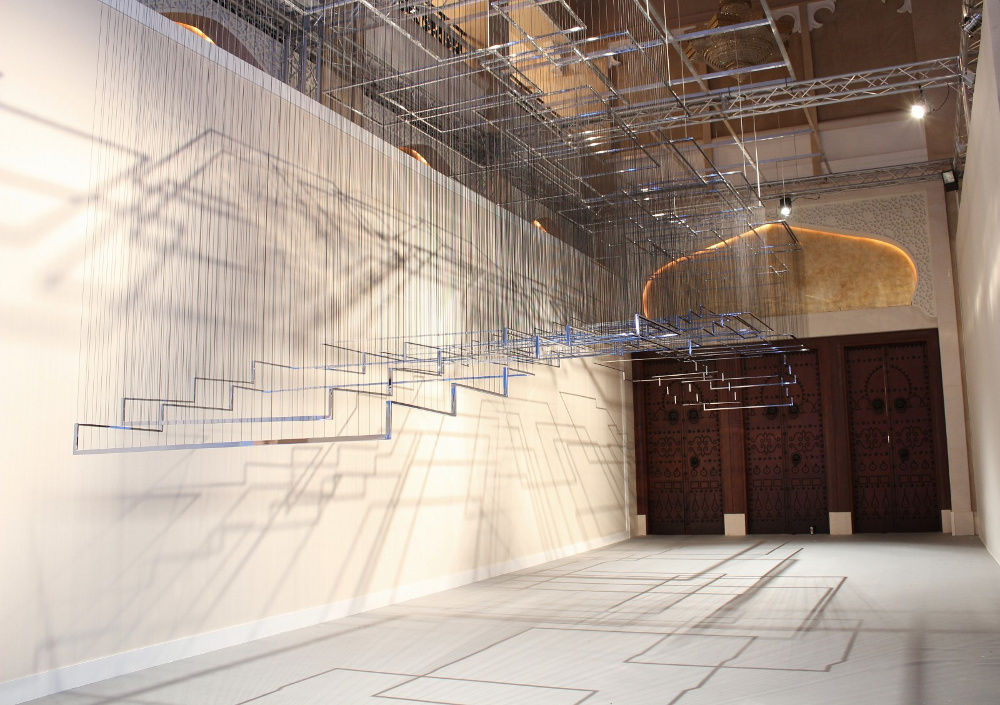
Installationen Flygande mattor

Nadia Kaabi-Linke, född 1978 i Tunis, är en tunisisk konstnär. Hon är utbildad i Tunis och Paris, och nu bosatt i Berlin. Hennes konst (främst skulpturer och installationer) berör teman som geografi, identitet och politik.

## Utställningar[1]

### Egna utställningar
- 2009: Archives des banalités tunisoises, Galerie El Marsa, La Marsa, Tunisien
- 2010: Tatort, Halle am Wasser, Berlin
- 2012: Black Is The New White, Galerie Lawrie Shabibi, Dubai
- 2013: No One Harms Me…, Calcutta
- 2014: The Future Rewound & The Cabinet of Souls - Mosaic Rooms, London
- 2014: Stranded, Centre d'art moderne (Gulbenkianstiftelsen), Lissabon
- 2015: Walk The Line - Dallas Contemporary, Dallas
- 2015: Fahrenheit311: Seven Legends of Machismo, Galerie Lawrie Shabibi, Dubai
- 2015: No Frills, Cristina Guerra Contemporary Art, Lissabon
- 2016: Lost and Found, Calcutta

### Kollektiva utställningar
- 2008: Biennale de Pontevedra 2008, Pontevedra, Spanien
- 2008: Art connections, La Marsa, Tunis och Dubai
- 2009: 9e Biennale of Sharjah, Sharja, Förenade Arabemiraten
- 2009: Sur les traces de la peinture contemporaine, Galerie El Marsa, La Marsa
- 2009: Drawn From Life: Drawing Form, Green Cardamom, London
- 2009: 25e Biennale of Alexandri, Alexandria
- 2010: ! year in Berlin, Halle am Wasser, Berlin
- 2011: Drawn from Life, Abbot Hall Art Gallery, Kendal, Storbritannien
- 2011: Different Abstractions, Green Cardamom, London
- 2011: Magreb: Dos Orillas, Círculo de Bellas Artes, Madrid, Spanien
- 2011: Based in Berlin, Berlin
- 2011: The Future Of Promise: 54th Venice Biennale, Venedig
- 2012: Labor Berlin 12: Drifting, Haus der Kulturen der Welt, Berlin
- 2012: 1st Kochi-Muziris Biennale, Kochi, Indien
- 2012: 25 ans de créativité arabe, Institut du monde arabe, Paris
- 2012: 7e Biennale de Liverpool, Liverpool
- 2012: Chkoun Ahna, Musée national de Carthage, Kartago
- 2012: Social States, Delfina Foundation, London
- 2012: Lines of Control: Partition as a Productive Space, Herbert F. Johnson Museum of Art, Ithaca
- 2013: Looking for Video, Galerie Claudine Papillon, Paris
- 2013: Traces, Galerie Lawrie Shabibi, Dubai
- 2013: Visual Arts Festival, Depo, Istanbul
- 2013: Abstract Generation: Now in Print, Museum of Modern Art, New York
- 2013: Tireless Refrain, Nam June Paik Art Center, Yongin, Sydkorea
- 2014: Memory, Place, Desire: Contemporary Art of the Maghreb and the Maghrebi Diaspora, Haverford College, Pennsylvania
- 2014: Sculptures du Sud, Villa Datris, L'Isle-sur-la-Sorgue, Frankrike
- 2014: Ici l’Afrique, Château de Penthes, Pregny-Chambésy, Schweiz
- 2015: What is Home?, Pump House Gallery, London
- 2015: The Monsoon Show, Galerie Isa, Bombay
- 2015: Réminiscences, Galerie d'art contemporain Abdelaziz-Gorgi, Sidi Bou Said, Tunisien
- 2016: Social Calligraphies, Zacheta National Gallery of Art, Warszawa
- 2016: Songlines for a New Atlas, Kalmar konstmuseum, Kalmar
- 2016: Sculpture en partage, Fondation Villa Datris, L'Isle-sur-la-Sorgue, Frankrike
- 2016: But a Storm is Blowing from Paradise, Guggenheimmuseet, New York
- 2016: But still Tomorrow builds into my Face, Galerie Lawrie Shabibi, Dubai